# 세계경제공동체당
세계경제공동체당(일본어: 世界経済共同体党, World Economic Community Party)은 자신을 유일신이라고 주장(자칭)하는 일본의 마타요시 예수가 1997년에 ‘세계경제공동체’를 목적으로 설립한 정당이다.
원래는 오키나와현 기노완시의 오키나와 액터즈 스쿨의 옆에 있었지만, 2002년의 오키나와 현지사 선거에서 주장한 ‘오키나와 현민이 유일신 마타요시 예수를 차기 오키나와 현지사로 만들지 않는다면, 본 세계경제공동체당 본부는 도쿄로 옮기겠다’고 한 것에 따라, 2003년 11월에 도쿄도로 본부를 이전했다.

## 본부 소재지
- 도쿄도 신주쿠구 시모오치아이(下落合) 1-3-19

## 조직
대표로 마타요시 예수와 일부 지원자로 구성되어 있다.